# Salix uralicola
Salix uralicola är en videväxtart som beskrevs av I.V.Belyaeva. Salix uralicola ingår i släktet viden, och familjen videväxter. Inga underarter finns listade i Catalogue of Life.